# Copa del Generalíssim de futbol 1969-70
La Copa del Generalíssim de futbol 1969-70 va ser la 66ena edició de la Copa d'Espanya.

## Eliminatòries prèvies
Abans de la ronda de setzens de final es van disputar cinc eliminatòries prèvies.

## Setzens de final
3 i 10 de maig.
| Equip 1                 | Global | Equip 2                | Anada | Tornada |
| ----------------------- | ------ | ---------------------- | ----- | ------- |
| Club Atlético de Madrid | 4-1    | Córdoba CF             | 2-1   | 2-0     |
| Real Betis Balompié     | 2-2    | Deportivo de La Coruña | 1-1   | 1-1     |
| Bilbao Athletic         | 2-2    | Celta de Vigo          | 1-1   | 1-1     |
| Cadis CF                | 2-3    | Athletic Club          | 1-1   | 1-2     |
| CE Castelló             | 2-5    | Reial Madrid CF        | 2-2   | 0-3     |
| Elx CF                  | 1-4    | Club Ferrol            | 1-1   | 0-3     |
| RCD Espanyol            | 3-4    | FC Barcelona           | 2-1   | 1-3     |
| Granada CF              | 2-1    | AD Rayo Vallecano      | 1-0   | 1-1     |
| CD Málaga               | 1-2    | UD Las Palmas          | 1-0   | 0-2     |
| CD Mestalla             | 2-4    | CE Sabadell            | 2-1   | 0-3     |
| Real Murcia CF          | 4-2    | Sevilla CF             | 4-0   | 0-2     |
| Orihuela Deportiva CF   | 3-2    | RCD Mallorca           | 3-1   | 0-1     |
| CA Osasuna              | 1-6    | València CF            | 0-3   | 1-3     |
| Pontevedra CF           | 3-2    | Ontinyent CF           | 2-0   | 1-2     |
| Reial Societat          | 2-2    | Reial Oviedo           | 2-0   | 0-2     |
| Reial Saragossa         | 1-0    | UD Salamanca           | 1-0   | 0-0     |

- Desempat

| Equip 1             | Marcador | Equip 2                |
| ------------------- | -------- | ---------------------- |
| Real Betis Balompié | 1-0      | Deportivo de La Coruña |
| Bilbao Athletic     | 0-1      | Celta de Vigo          |
| Reial Societat      | 1-0      | Reial Oviedo           |

## Vuitens de final
17 i 24 de maig.
| Equip 1                 | Global | Equip 2               | Anada | Tornada |
| ----------------------- | ------ | --------------------- | ----- | ------- |
| Club Atlético de Madrid | 2-3    | Athletic Club         | 1-1   | 1-2     |
| Real Betis Balompié     | 0-2    | Club Ferrol           | 0-1   | 0-1     |
| Celta de Vigo           | 1-3    | FC Barcelona          | 1-0   | 0-3     |
| Real Murcia CF          | 5-1    | Orihuela Deportiva CF | 3-0   | 2-1     |
| UD Las Palmas           | 3-4    | Reial Madrid CF       | 2-0   | 1-4     |
| Pontevedra CF           | 1-10   | Reial Saragossa       | 1-2   | 0-8     |
| CE Sabadell             | 2-1    | Reial Societat        | 2-0   | 0-1     |
| València CF             | 4-2    | Granada CF            | 3-0   | 1-2     |

## Quarts de final
30 de maig i 6 de juny.
| Equip 1         | Global | Equip 2        | Anada | Tornada |
| --------------- | ------ | -------------- | ----- | ------- |
| Reial Madrid CF | 3-1    | FC Barcelona   | 2-0   | 1-1     |
| CE Sabadell     | 2-3    | Athletic Club  | 2-1   | 0-2     |
| València CF     | 4-3    | Club Ferrol    | 1-1   | 3-2     |
| Reial Saragossa | 9-1    | Real Murcia CF | 4-0   | 5-1     |

## Semifinals
13 i el 20 de juny.
| Equip 1         | Global | Equip 2         | Anada | Tornada |
| --------------- | ------ | --------------- | ----- | ------- |
| Reial Madrid CF | 2-1    | Athletic Club   | 0-1   | 2-0     |
| València CF     | 2-1    | Reial Saragossa | 2-0   | 0-1     |

## Final
| Reial Madrid CF                                | 3 - 1 | València CF     |
| ---------------------------------------------- | ----- | --------------- |
| Pirri 34' (pen.) · Planelles 60' · Fleitas 65' |       | Jara 38' (pen.) |

## Campió
| Campions de la Copa d'Espanya 1970    |
| ------------------------------------- |
| Reial Madrid Club de Futbol 11è títol |